# Gottlob Friedrich Konstantin von Stein

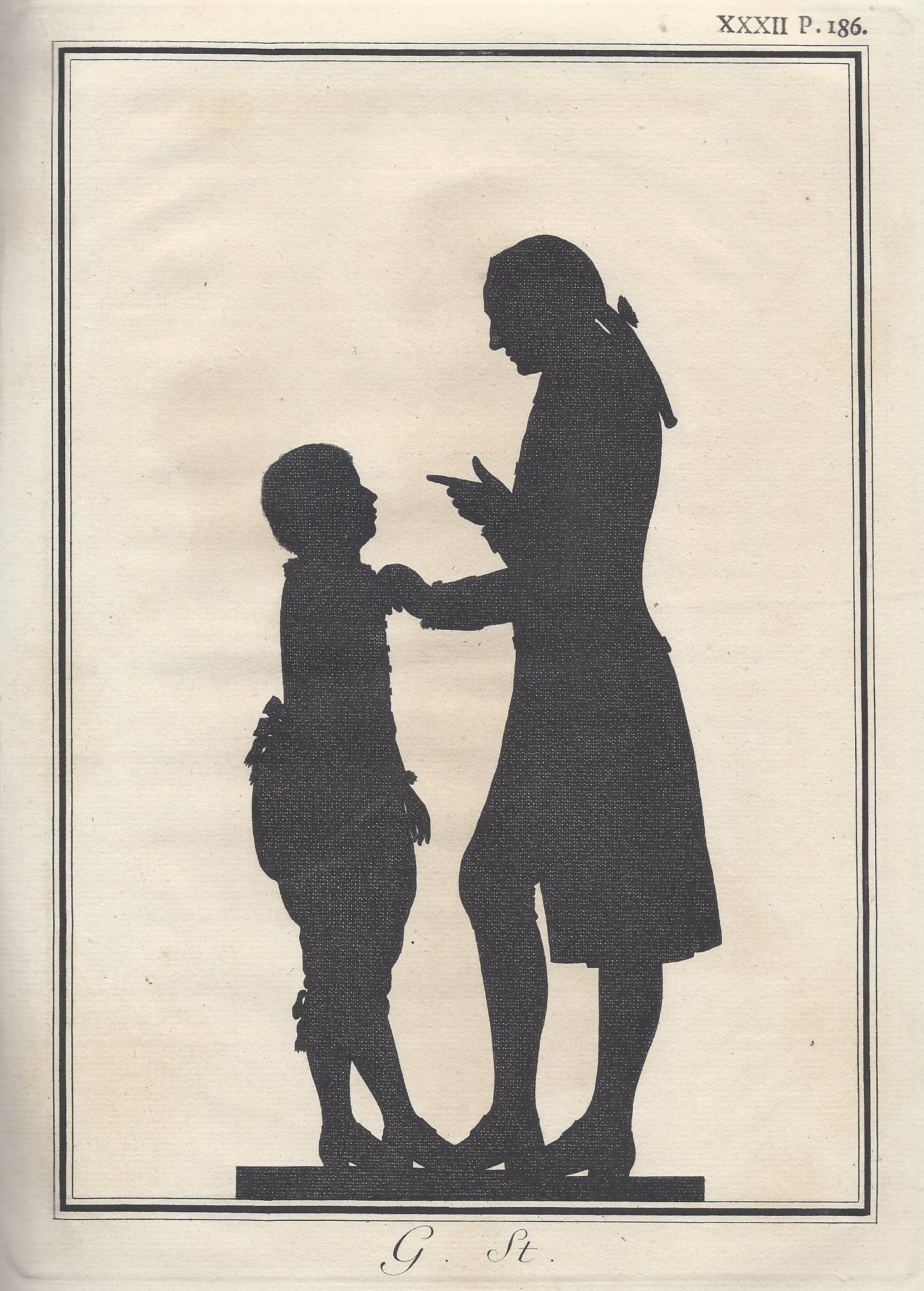
Goethe und Fritz von Stein

Gottlob Friedrich Konstantin „Fritz“ Freiherr von Stein (geb. 26. Oktober 1772 in Weimar; gest. 3. Juli 1844 in Breslau) war ein deutscher Kammerassessor.

## Leben
Von Stein war der Sohn der Sachsen-Weimarischen Oberstallmeisters Gottlob Ernst Josias Friedrich von Stein und Charlotte von Stein. Er stammte aus der Familie Stein zu Lausnitz. Er war 1789 sachsen-weimarischer Hofjunker, Kammerassessor, seit 12. Januar 1789 Student der Rechtswissenschaft in Jena, 1793 folgte der Besuch der Handelsakademie von Johann Georg Büsch in Hamburg, ab 1794 war er sachsen-weimarischer Kammerjunker, ab 1798 preußischer Kriegs- und Domänenrat in Breslau, 1810 Generallandschaftsrepräsentant.
Goethe hatte oft als sein Erzieher gewirkt. Schattenrisse und auch Zeichnungen von Goethe künden davon. Er war folglich oft in Goethes Wohnhaus, wo er auch mit Christiane von Goethe zusammenkam. Fritz von Stein wohnte seit Mai 1783 förmlich bei Goethes. Das bezeugte Stein selbst. Stein begleitete Goethe auf dessen Reisen bis zum Jahr 1786, als dieser seine Italienische Reise in aller Heimlichkeit begann, die das Ende der Freundschaft zu Charlotte von Stein einläutete. Auch das Interesse von Fritz an Goethe ließ in der Folge nach. 1791 studierte er in Jena, besuchte ab 1793 eine private Handelsschule in Hamburg und verbrachte ein Jahr in London, was für seine Eltern, die nur über begrenzte Mittel verfügten, ein erhebliches Opfer darstellte.
Herzog Carl August ernannte ihn zum Kammerassessor und sicherte ihm bei seiner Rückkehr im April 1795 aus England eine Karriere zu, die ihn zum Ministerrang hätte führen sollen. Auch nach Willen des Herzogs trat Fritz von Stein ein Volontariat an der preußischen Domänenkammer an, der wiederum verärgert war, als er nur zwei Jahre später um seinen Abschied ersuchte. Die Verärgerung dürfte auch Goethe getroffen haben, der ihn ja protegiert hatte. Als er in Schlesien beruflich nicht vorwärts kam, musste Stein erfahren, dass es für ihn keine Rückkehr in den Sachsen-Weimarischen Staatsdienst mehr gab. Ebenso war es eine Fehlentscheidung, von seinem Bruder die Ausbezahlung seines Anteils am väterlichen Gut Großkochberg zu verlangen. Der Betrag reichte nicht aus, das Gut im schlesischen Strachwitz, das er 1803 erwarb, einigermaßen rentabel zu machen. Als Gutsherr war er dort also ebenso gestrandet. Gewissermaßen musste er sich glücklich schätzen, dass die Mitglieder der Schlesischen Landschaft, also des Adelsverbandes der Provinz, ihn 1810 auf Lebenszeit zu ihrem Vertreter gewählt hatten und er den Posten des Generallandschaftsrepräsentanten bekam.
Er war zweimal verheiratet, wenn auch die Ehen von den jungen Frauen als unglücklich empfunden wurden. Helene von Stosch gebar ihm in vier Ehejahren drei Kinder, von denen nur eines überlebte. Sie starb im Kindbett 1808. Amalie von Schlabrendorf, die er 1810 heiratete, verließ ihn noch im selben Jahr, da sie ihn nicht lieben konnte.
Seine für die Kulturgeschichte möglicherweise bedeutendste Tat ist die, dass er seinem Neffen Karl von Stein die Briefe und Zettel, die Goethe an Charlotte von Stein geschrieben hatte, durch Anmerkungen erweitert, 1842 in einem Paket übergab. Dieser brachte sie zwischen 1848 und 1851 in drei Bänden heraus. Die Briefe der Charlotte von Stein an Fritz von Stein sind auch noch erhalten und befinden sich im Goethe- und Schiller-Archiv in Weimar.